# بشير صالح بشير
بشير صالح بشير هو دبلوماسي ليبي، ولد في 1946 في تراغن في ليبيا. ديبلوماسي سابق قبل سقوط حكم معمر القذافي, كان مكلفا بالحقيبة الليبية-الإفريقية. ألقي القبض عليه أثناء الثورة الليبية قبل هروبه إلى فرنسا.

## مسيرته
ولد صالح في 24 جويلية 1946 في مدينة تراغن الليبية، وهو أصيل قبيلة بني مسكين المغربية.
في شهر أوت 2011، إثر سقوط طرابلس، فر بشير صالح إلى تونس ومنها إلى فرنسا عبر طائرة خاصة. 12 مارس 2012، تحصل بشير صالح على جواس سفر ديبلوماسي من دولة النيجر. وفر مجددا نحو النيجر في شهر ماي 2012.